# Hl.-Erzengel-Michael-Kirche (Rietavas)

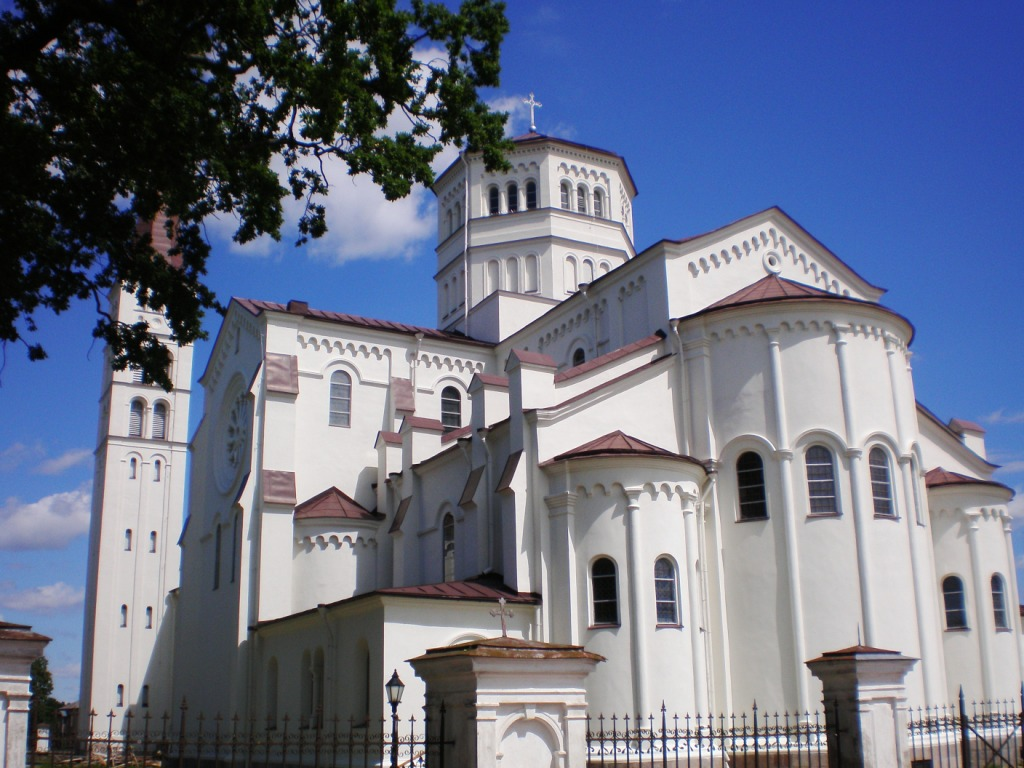
Ansicht von Süden

Die Hl.-Erzengel-Michael-Kirche ist ein römisch-katholisches Kirchengebäude in der litauischen Gemeinde Rietavas.

## Geschichte
Die erste Kirche im Ort wurde 1529 erbaut. 1539 wurde der Pfarrer von Rietavas erstmals urkundlich erwähnt. 1596 errichtete man die Pfarrgemeindeschule. Ab 1612 gab es Matrikelbücher. 
1721 baute man eine neue Holzkirche, der ab 1820 einige Dörfer unterstanden.
1846 genehmigte man den Bau einer massiven Kirche. 1853 weihte Bischof Motiejus Valančius den Grundstein für die 1873 fertiggestellte Kirche.